# 저메인 잭슨
저메인 잭슨(Jermain Jackson, 1954년 12월 11일~)은 미국의 팝 록 가수 겸 베이시스트, 편곡자이고, 팝스타 마이클 잭슨의 친형이다.
1969년에 그룹 잭슨 파이브로 데뷔했고 그래미상 수상자이기도 하다.

## 생애
저메인 잭슨은 잭슨스의 9형제 중 셋째로 1954년 12월 11일 인디아나 주 개리라는 작은 마을에서 태어나, 어릴 때부터 기타와 노래가 뛰어나 잭슨스의 실질적인 리더였지만 마이클의 그늘에 가려 있었는데, 71년 마이클이 솔로로 나선 이듬해인 72년 저메인도 솔로 활동을 시작한 세계적인 가수다,
그는 1972년에 〈Daddy's Hom〉, 1980년에는 동경가요제에 참가하여 〈Let's Get Serious〉로 대상을 받았으며, 82년에는 〈Let's Met Sickle Your Famy〉 등 일련의 히트곡을 발표하면서 마이클에 비해 만만치 않은 활동을 벌였는데, 예컨대 마이클이 《Thriller》 이전에 싱글 히트곡이 13곡인 데 반해 저메인이 9곡이었으니 대단한 수준이다.

1975년에 잭슨스는 전속사인 모타운 레코드사를 뛰쳐나갔지만, 저메인만은 장인인 베리 고디 모타운 레코드 사장을 위해 홀로 남아 헌신하기도 하였으나, 장인의 권유로 아리스타로 옮겨 84년 앨범 「Jermaine Jackson」을 내놓게 되었는데, 여기에 수록된 곡 중 마이클과 부른 〈Tell Me I'm Not Dreaming〉, 〈Do What You Do〉, 〈Sweetest, Sweetest〉 등의 히트곡이 터졌다.